# Помоги мне, Тодд
«Помоги мне, Тодд» (англ. So Help Me Todd) — американская юридическая драма, премьера телесериала состоялась на американском телеканале CBS 29 сентября 2022 года.
Премьера второго сезона телесериала состоялась 15 февраля 2024 года.

## Сюжет
Талантливый частный детектив Тодд лишается лицензии, и его успешная и властная мать-юрист Маргарет предлагает сыну должность следователя в своей фирме. Теперь им предстоит вместе заниматься делами клиентов и решать собственные семейные конфликты.

## В ролях

### Основной состав
- Скайлар Эстин — Тодд
- Марша Гей Харден — Маргарет
- Инга Шлингманн — Сьюзен
- Тристен Дж. Вингер — Лайл
- Мадлен Уайз — Элисон
- Арредондо Роза — Фрэнси

## Обзор сезонов
| Сезон | Сезон | Эпизоды | Дата показа      | Дата показа | Рейтинг Нильсона | Рейтинг Нильсона       |
| Сезон | Сезон | Эпизоды | Премьера         | Финал       | Ранк             | Зрители США (миллионы) |
| ----- | ----- | ------- | ---------------- | ----------- | ---------------- | ---------------------- |
|       | 1     | 21      | 29 сентября 2022 | 18 мая 2023 | 29               | 6.39                   |
|       | 2     | 10      | 15 февраля 2024  | 16 мая 2024 | 26               | 6.15                   |

## Список эпизодов

### Сезон 1 (2022—2023)
| № общий | № в сезоне | Название                                    | Режиссёр   | Автор сценария | Дата премьеры    | Зрители в США (млн) |
| --- | ---------- | ------------------------------------------- | ---------- | -------------- | ---------------- | ------------------- |
| 1 | 1          | «Пилот» «Pilot»                             | Неизвестно | Неизвестно     | 29 сентября 2022 | 4.82                |
| Острый, как бритва, дотошный адвокат Маргарет Райт нанимает своего талантливого, но неряшливого, бесцельного сына Тодда штатным следователем своей юридической фирмы.                                         |            |                                             |            |                |                  |                     |
| 2 | 2          | «Второй пилот» «Co-Pilot»                   | Неизвестно | Неизвестно     | 6 октября 2022   | 4.41                |
| Работая над двумя, казалось бы, не связанными делами, Маргарет и Тодд обнаруживают ключевую информацию в деталях скучного гражданского дела Тодда, которое может помочь высокопоставленному клиенту Маргарет. |            |                                             |            |                |                  |                     |
| 3 | 3          | «Второй второй шанс» «Second Second Chance» | Неизвестно | Неизвестно     | 13 октября 2022  | 4.49                |
| 4 | 4          | «Вельветовые трусы» «Corduroy Briefs»       | Неизвестно | Неизвестно     | 20 октября 2022  | 4.30                |
| 5 | 5          | «Впусти Райта» «Let the Wright One In»      | Неизвестно | Неизвестно     | 27 октября 2022  | 4.62                |

### Сезон 2 (2024)
| № общий | № в сезоне | Название | Режиссёр | Автор сценария | Дата премьеры | Произв. код | Зрители в США (млн) |
| ------- | ---------- | -------- | -------- | -------------- | ------------- | ----------- | ------------------- |

## Производство

### Разработка
2 февраля 2023 года телеканал CBS продлил телесериал на второй сезон.